# Liolaemus halonastes
Liolaemus halonastes — вид ігуаноподібних ящірок родини Liolaemidae. Ендемік Аргентини.

## Поширення і екологія
Liolaemus halonastes відомі з типової місцевості, розташованої на південному заході солончака Салар-де-Арісаро в провінції Сальта, на висоті 3650 м над рівнем моря. Вони живуть по краях солончаків, порослих невисокими галофітами (висотою до 15 см).

## Збереження
МСОП класифікує цей вид як вразливий. Liolaemus halonastes може загрожувати знищення природного середовища.